# Сквер Юних героїв (Миколаїв)
Сквер Ю́них геро́їв  (колишня назва — Піонерський парк) — парк-пам'ятка садово-паркового мистецтва місцевого значення в Україні. Розташований у місті Миколаїв, у Центральному районі, при вул. Адмірала Макарова.
Площа 4,7 га. Статус присвоєно згідно з рішенням Миколаївської обласної ради від 23 жовтня 1984 року № 448. Перебуває у віданні: Департамент житлово-комунального господарства (м. Миколаїв).

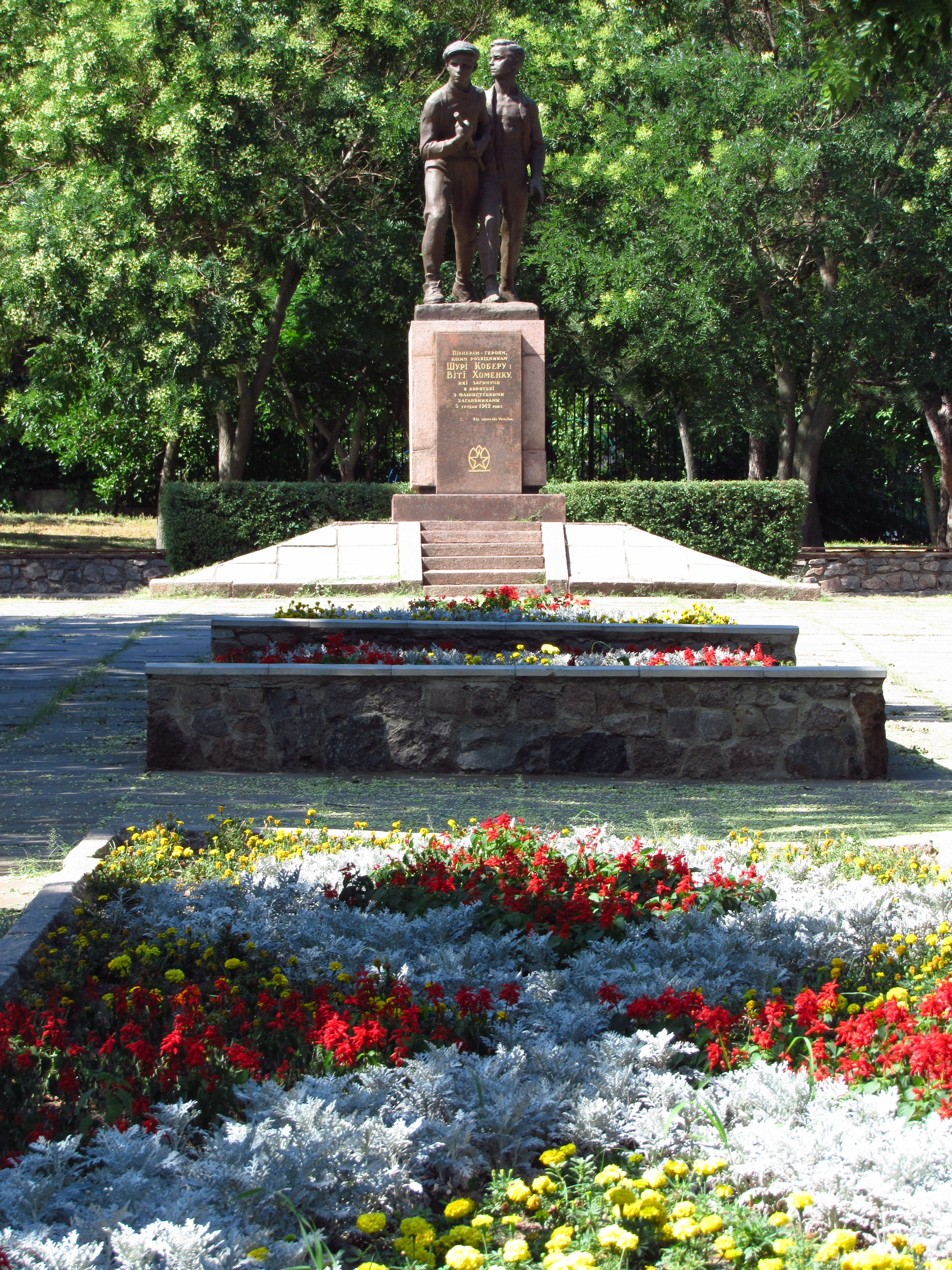
Пам'ятник Шурі Коберу та Віті Хоменку у сквері Юних героїв

У 1959 році тут було встановлено пам'ятник юним розвідникам, учасникам антинімецького підпілля «Миколаївський центр» в роки німецько-радянської війни Шурі Коберу та Віті Хоменку, які були страчені німцями у грудні 1942 року. Автори пам'ятника скульптори О. Князик, Т. Судьїна, Ю. Тягно.